# Майданюк Володимир Андрійович
Володи́мир Андрі́йович Майданю́к — капітан Збройних сил України. Начальник штабу гарматного дивізіону 44-ї ОАБр.

## Нагороди
За особисту мужність і високий професіоналізм, виявлені у захисті державного суверенітету та територіальної цілісності України, вірність військовій присязі нагороджений орденом Богдана Хмельницького III ступеня (6.1.2016).